# SN 2011jv
SN 2011jv – supernowa typu Ia, odkryta 27 grudnia 2011 roku w galaktyce A044802-0408. W momencie odkrycia miała maksymalną jasność 18,8m.